# Österreichische Presseförderung
Die österreichische Presseförderung hat die Förderung österreichischer Tages- und Wochenzeitungen als hauptsächliches Ziel. Die Rechtsgrundlage ist das zuletzt im Jahr 2004 novellierte Presseförderungsgesetz (PresseFG 2004).
Die Verwaltung und Vergabe der Mittel für die Presseförderung verantwortet die Kommunikationsbehörde Austria (KommAustria). Bei ihr kann die Presseförderung jährlich von Förderungsberechtigten beantragt werden (§3 PressFG 2004).

## Förderungsziele und Förderungsberechtigte
Die gesetzlich vorgeschriebenen Förderungsziele der Presseförderung sind:
1. Vertriebsförderung von Tages- und Wochenzeitungen (§§ 1-4 PressFG 2004)
2. Besondere Förderung zur Erhaltung der regionalen Vielfalt der Tageszeitungen (§ 8 PressFG 2004)
3. Qualitätsförderung und Zukunftssicherung (§§ 9 – 12a PressFG 2004)

Förderungsberechtigte Medien sind daher ausschließlich Tages- und Wochenzeitungen (§ 1 Abs. 1 PresseFG 2004), wobei der Anteil der unentgeltlich verbreiteten Auflage an der verbreiteten Auflage weniger als 50 % betragen muss. Zeitungen, die zum größeren Teil unentgeltlich vertrieben werden (Gratis-Zeitungen), sind daher von der Förderung ausgeschlossen.
Die „Qualitätsförderung und Zukunftssicherung“ umfasst nachfolgende Förderungsziele:
- Journalistenausbildung (§ 10 Abs. 1 PresseFG 2004)
- Anstellung von Auslandskorrespondenten durch Tages- und Wochenzeitungen (§ 11 Abs. 1 PresseFG 2004)
- Förderung des Lesens von Tages- und Wochenzeitungen (§ 11 Abs. 1 PresseFG 2004)
- Forschungsprojekte auf dem Gebiet des Pressewesens, insbesondere im Bereich des Zeitungsmarketings (§ 11 Abs. 3 PresseFG 2004)
- Selbstkontrolle der österreichischen Presse durch eine repräsentative Einrichtung (§ 12a Abs. 2 PresseFG 2004)

## Fördermittel
Mit der Novelle des Presseförderungsgesetzes im Jahr 2004 (PressFG 2004) waren die Fördermittel mit 13,93 Millionen Euro jährlich dotiert und teilten sich in Vertriebsförderung (4,91 Millionen Euro), Besondere Förderung zur Erhaltung der regionalen Vielfalt der Tageszeitungen (7,21 Millionen Euro) und Qualitäts- und Zukunftssicherung (1,81 Millionen Euro) auf.
Im Zuge von Sparpaketen in den Jahren 2012 und 2014 wurde die Presseförderung reduziert. Seither werden jährlich 8,687 Millionen Euro verteilt, wovon 3,89 Millionen Euro (45 %) auf die Vertriebsförderung, 3,24 Millionen Euro (37 %) auf die „Besondere Förderung“ und 1,56 Millionen Euro (18 %) auf die „Qualitätsförderung“ entfallen.
Separat hinzu kommen die Fördermittel für die Selbstkontrolle der österreichischen Presse durch eine repräsentative Einrichtung, für die ein aus anderer Quelle, nämlich den Rundfunkgebühren stammender Betrag über 150.000 Euro jährlich zur Verfügung steht (§ 12a PresseFG 2004).
Die Fördermittel für die Vertriebsförderung sind im Verhältnis 54 zu 46 zwischen Tageszeitungen und Wochenzeitungen aufzuteilen (§ 5 PresseFG 2004). Die resultierenden die Mittel für Vertriebsförderung für Tageszeitungen werden gleichmäßig auf alle förderungswürdigen Tageszeitungen verteilt, wobei Verleger, die mehrere Tageszeitungen verlegen, für jede weitere Tageszeitung Abschläge hinzunehmen haben (§ 6 PresseFG 2004). Die Vertriebsförderung von Wochenzeitungen richtet sich nach deren Abonnement-Anteil, wobei Verleger, die mehrere Wochenzeitung verlegen, ebenfalls für jede weitere Wochenzeitung Abschläge hinzunehmen haben (§ 7 PresseFG 2004).
Förderung zur Erhaltung der Vielfalt der Tageszeitungen erhalten nur Tageszeitungen, die (§ 8 PresseFG 2004):
- besonderer Bedeutung für die politische Meinungs- und Willensbildung haben
- je Nummer im Jahresdurchschnitt keine höhere Auflage als 100.000 Exemplare haben
- keine marktführende Stellung einnehmen

Der Förderbetrag für jede förderungswürdige Zeitung ergibt sich aus einem Sockelbetrag über 500 000 Euro zuzüglich einem an die Auflage gebundenen Förderbetrag.
Im Jahr 2020 gab es eine zusätzliche Corona-Sondermedienförderung in Höhe von 14,8 Millionen Euro (170 % der Betragshöhe der auch 2020 regulär ausgeschütteten Presseförderung; davon 12,1 Millionen Euro für Tages- und 2,7 Millionen Euro für Wochenzeitungen), die wegfallende Inseratenumsätze kompensieren sollten.
Im Jahr 2022 war die Presseförderung mit 8,9 Millionen Euro dotiert.

## KommAustria
Die Kommunikationsbehörde Austria (KommAustria) ist eine dem Bundeskanzleramt nachgeordnete Kollegialbehörde (§ 2 Abs. 2 S. 1 KOG), der die Verwaltung und Zuteilung der Fördermittel an die Förderungswerber obliegt (§ 1 Abs. 3 PressFG 2004). Ansuchen um Zuteilung von Fördermitteln sind innerhalb der ersten drei Monate eines Kalenderjahres bei der KommAustria einzubringen (§ 3 Abs. 1 PressFG 2004). Die KommAustria hat nach Anhörung der Presseförderungskommission jährlich Förderrichtlinien zu veröffentlichen (§ 4 Abs. 6 PressFG 2004). Vor Zuteilung von Fördermitteln hat die KommAustria Gutachten der Presseförderungskommission darüber einzuholen, ob die Voraussetzungen der Förderungswerber für die Förderung vorliegen (§ 4 Abs. 2 PressFG 2004). Die KommAustria hat sämtliche Förderergebnisse spätestens zwei Wochen nach Auszahlung zu veröffentlichen (§ 4 Abs. 7 PressFG 2004). Die Auszahlung der Förderungen erfolgt durch die KommAustria in zwei gleich hohen Teilbeträgen, wobei der zweite Teilbetrag spätestens im November des jeweiligen Jahres auszuzahlen ist (§ 14 Abs. 2 PressFG 2004).

## Presseförderungskommission
Das Presseförderungsgesetz sieht die Einrichtung der Presseförderungskommission vor, die folgende Rechte und Pflichten hat (§4 PresseFG 2004):
- Aussprechen von Empfehlungen für die von der KommAustria für den kalenderjährlichen Förderungszeitraum zu erlassenden Förderrichtlinien
- Festlegung der Kriterien für die Prüfung von Auflagenzahlen, die ansuchende Verleger zu erfüllen haben
- Erstellung eines Gutachtens, ob die um Förderung Ansuchenden die Voraussetzungen für Förderung erfüllen
- Aussprechen von Empfehlungen, wie die für Journalistenausbildungsförderung, Auslandskorrespondentenförderung, Leseförderung und Förderung von Forschungsprojekten zur Verfügung stehenden Mittel auf diese verteilt werden sollen.
- Mit einstimmiger Empfehlung kann die Presseförderungskommission darüber hinaus Verlegern einen niedrigeren Förderungsbetrag zuerkennen, die bestimmte Förderungskriterien nicht erfüllen.

Die Presseförderungskommission besteht seit 2004 aus sieben Mitgliedern. Zwei davon werden vom Bundeskanzler, zwei vom Verband Österreichischer Zeitungen und zwei von der Gewerkschaft GPA gestellt. Diese sechs Mitglieder wählen einen nicht aus ihrem Kreis stammende(n) Vorsitzende(n).
Vor der Novellierung des Presseförderungsgesetzes im Jahr 2004 lag die Entscheidung über die Mitglieder der Presseförderungskommission alleine beim Bundeskanzleramt. Sowohl damals als auch nach 2004 wurden immer wieder Vorwürfe der Intransparenz, der bevorzugten Förderung von „Hofberichterstattern“ und der verringerten Förderung oder Ablehnung von Förderanträgen regierungskritischer Medien laut (siehe Abschnitt „Kritik“).

## Kritik
Die österreichische Presseförderung war und ist von Beginn an Kritik und Reformforderungen verschiedener Seiten ausgesetzt. Zu den Hauptkritikpunkten gehört der Vorwurf der Belohnung von Hofberichterstattung im Sinne der jeweils regierenden Parteien, die Förderung auch politisch extremer Positionen sowie die Einschränkung auf Printmedien. Anstelle journalistischer Inhalte würden die Medienunternehmen als solche gefördert. Dies zeigt sich beispielsweise darin, dass im Jahr 2020 die drei großen österreichischen Boulevard-Zeitungen Kronen Zeitung, Österreich und Heute die ersten drei Plätze in der Förderungskategorie „Vertriebsförderung von Tageszeitungen“ (§6 PresseFG 2004) belegt haben und zusammen über 7 Millionen Euro (incl. Corona-Sondermedienförderung auf Basis der Auflage) erhielten.
Das Presseförderungsgesetz wurde bisher von fast jeder Regierung novelliert. Im Jahr 2000, nach dem Antritt der rechtskonservativen Regierung Schüssel I, wurde von der in Staatseigentum befindlichen österreichischen Post die nötige Mindestauflage einer Publikation, um in die billigste Zeitungsversandklasse „Sponsoring-Post“ zu fallen, von 300 auf 1.000 Stück erhöht, was für jene Medien, die unter diese Grenze fallen, eine Preiserhöhung von „bestenfalls“ 160 %, „im schlechtesten Fall bis über 500 %“ bedeutete. Etwas geringer, aber dennoch deutlich, fielen die Preiserhöhungen für Auflagen über 1.000 Stück aus. Hinzu kam ein Verbot von „Fremdbeilagen“, was zu den erhöhten Versandkosten zusätzlich eine Verringerung der Einkommensmöglichkeit bedeutet. Alles in allem führten die Tarifänderungen zu Preiserhöhungen, die für eine „gemeinnützige Organisationen nicht zu verkraften ist“.
Sowohl das für die Post zuständige Infrastrukturministerium als auch der für die Presseförderung im Bundeskanzleramt zuständige „Staatssekretär für Kunst und Medien“ Franz Morak lehnten jede Verantwortung und Handlungsmöglichkeit ab. In der Tatsache, dass die Tariferhöhungen nur für Publikationen unter 1.000 Stück zutreffen, sehen Kritiker wie Kulturverbände und die Interessensvertretung österreichischer Gemeinnütziger Vereine (IÖGV) eine gezielte Benachteiligung von gemeinnützigen Organisationen und alternativen Lokalmedien, da Gemeinde-, Vereins- und Parteizeitungen in der Regel über höhere Auflagen verfügen und in jedem Fall von Steuer- oder Parteigeldern finanziert werden. Laut IÖGV hat sich die Anzahl der in Österreich erscheinenden Zeitungstitel aufgrund der neuen Benachteiligungen für Kleinstmedien von 8.700 im Jahr 2000 auf 3.500 im Jahr 2001 mehr als halbiert.
Eine die Presseförderung seit je her begleitende Kritik, die auch nach der Einrichtung einer Kommission weiter besteht, ist jene der bevorzugten Förderung von „Hofberichterstattern“. Dieser Vorwurf wurde etwa 2008 bei der hoch dotierten Förderung der Niederösterreichischen Nachrichten, einer marktführenden Wochenzeitung, die als Hofberichterstatter der Landesregierung gilt, laut.

## Bedeutung von Inseraten der öffentlichen Hand
Im Zusammenhang mit der Presseförderung gilt, dass österreichische Printmedien deutlich höhere Beträge als die Presseförderung durch von der öffentlichen Hand geschaltete Inserate vereinnahmen, was als indirekte Presseförderung verstanden werden kann. Alleine die Stadt Wien hatte im Jahr 2022 ein Werbebudget von 25,3 Millionen Euro, von dem auf Presseförderung beziehende Publikationen wie die Kronen Zeitung oder Der Standard jeweils etwa drei Millionen Euro entfielen. In diesen Beträgen sind von Beteiligungen der Stadt Wien geschaltete Inserate noch nicht enthalten.

## Geschichte
Die Presseförderung wurde in Österreich im Jahr 1975, zwei Jahre nach Einführung der Umsatzsteuer auf Printmedien, eingeführt. Die Höhe der Förderung pro Zeitung orientierte sich zunächst an der Höhe der abgeführten Umsatzsteuer. Schon 1976 wurden auch die Kosten für Postversand, Fax- und Telefongebühren miteinberechnet. War die Presseförderung zunächst nichts anderes als eine Steuererleichterung auf die eben eingeführte Umsatzsteuer für Zeitungen, erhielt sie nach weiteren Novellen 1985 erstmals auch ein qualitatives Kriterium. Die bisherige Presseförderung lautete ab nun „Allgemeine Presseförderung“ und wurde „nach dem Gießkannenprinzip“ an alle Tageszeitungen vergeben, zu der die „Besondere Presseförderung“ hinzu kam. Diese hatte die „Erhaltung der Medienvielfalt in den Bundesländern“ zum Zweck, sollte aber nur jene Zeitungen erreichen, die von „besonderer Bedeutung für die politische Meinungs- und Willensbildung“ sind, zugleich aber „keine marktbeherrschende Stellung“ innehaben.
Zwischen der Gesetzesnovelle 1985 und jener Novelle des Jahres 2004 teilte sich die Presseförderung in „Allgemeine“ und „Besondere“ Presseförderung auf. Die „Allgemeine“ wurde zum überwiegenden Teil nach dem Gießkannenprinzip an alle österreichischen Tages- und Wochenzeitungen vergeben. Ein kleiner Teil war für Ausbildungsmaßnahmen im Journalismusbereich vorgesehen. Die „Besondere Förderung“ war in etwa für jene Tageszeitungen bestimmt, die regionale Vielfalt sowie Medienvielfalt an sich erhalten. Um in den Genuss dieses größeren Teils der Förderungen zu kommen, mussten die Zeitungen jährlich Anträge stellen, die von der Kommission beurteilt wurden. Jährlich bekamen so etwa ein halbes Dutzend Tageszeitungen zwischen etwa einer halben und rund zwei Millionen Euro an zusätzlicher Förderung. Die Kriterien für die Vergabe und die Höhe dieser Förderung war denkbarer Weise umstritten und stetiger Kritik aus Parteien und Medien ausgesetzt, was zu häufigen Novellen des Gesetzes führte.
1998 beauftragte das Bundeskanzleramt das Schweizer Prognos-Institut mit der Erstellung eines Weißbuches, das als Diskussionsgrundlage einer Neufassung des Presseförderungsgesetzes dienen sollte. Dieses Weißbuch wurde im Frühjahr 1999 vorgelegt.
Am 18. Juni 1999 wurde die 1985 eingeführte Anzeigengrenze reformiert. Musste eine förderungswürdige Zeitung bislang im Schnitt der vorangegangenen fünf Jahre unter 22 % Anzeigenanteil am Seitenumfang liegen und gab es je nach Höhe der Überschreitung eine abgestufte Senkung der Förderung, wurde diese Regelung nun insofern verschärft, dass bei Überschreitung der 22 %-Grenze in einem Jahr im darauffolgenden Jahr die Förderung um zwei Drittel reduziert wird.
In den gesamten 1990ern wurden umgerechnet insgesamt 125,73 Millionen Euro (1,73 Milliarden Schilling) an Presseförderung ausgeschüttet, davon 80,8 Millionen an „besonderer“ und 40 Millionen an „allgemeiner“ Förderung.
Im Jahr 2000 betrug die allgemeine Presseförderung 6,4 und die besondere Presseförderung 9,6 Millionen Euro, im darauffolgenden Jahr sanken diese auf 5,9 und 9,3 Millionen Euro. Nachdem 2001 die steirische Zeitung „Neue Zeit“ pleitegegangen war, wurden deren Förderungsanteile von rund 1,8 Millionen Euro aus dem Fördertopf entfernt. Seither beträgt die besondere Presseförderung nur noch zwischen 7 und 7,5 Millionen Euro. 2003 wurden Anträge der „Salzburger Volkszeitung“ sowie des „Wirtschaftsblatts“ auf „Besondere Presseförderung“ abgelehnt. Auch die allgemeine Förderung, deren überwiegender Teil alle Printmedien relativ gleichmäßig betrifft, wurde bis 2003 auf 6 Millionen Euro reduziert. 3,61 Millionen gingen hiervon an Tageszeitungen, 1,89 Millionen an Wochenzeitungen. Eine halbe Million hiervor war für Ausbildungsmaßnahmen vorgesehen.
2001 wurde die Kommunikationsbehörde Austria (KommAustria) gegründet, die 2004 die Zuständigkeit über die Presseförderung übernahm. Die jüngste Gesetzesnovelle trat am 1. Jänner 2004 in Kraft. Hierbei wurde die „Allgemeine Presseförderung“ durch die „Vertriebsförderung“ ersetzt (und zugleich von etwa sechs auf 5,5 Millionen Euro reduziert), und die „Besondere Presseförderung“ wurde in die zwei neuen Förderungskategorien „Besondere Förderung zur Erhaltung der regionalen Vielfalt der Tageszeitungen“ und „Qualitätsförderung für Presseclubs, Ausbildungsinstitutionen und redaktionsinterne Ausbildungen“ aufgeteilt.
Wesentliche Neuerungen der Novelle waren die Erhöhung der 1999 eingeführten Anzeigengrenze am Seitenumfang von 22 auf 50 % und der Ausschluss von Marktführern von Anteilen an der Förderung zur Erhaltung der regionalen Vielfalt. Dies bedeutete das Aus von „Regionalförderungen“ für die „Marktführer“ Kronen Zeitung, Kurier, Kleine Zeitung, die Oberösterreichischen Nachrichten, die Salzburger Nachrichten und die Tiroler Tageszeitung. Größte Profiteure der Novelle waren Der Standard, Die Presse, das Wirtschaftsblatt, die Kärntner Tageszeitung, das Neue Volksblatt, die Neue Vorarlberger Tageszeitung und die Salzburger Volkszeitung. Starke Abzüge bei der Förderhöhe aufgrund der in manchen Jahren überschrittenen Anzeigengrenze, wovon etwa Der Standard und Die Presse betroffen waren, waren somit nicht mehr denkbar.